# Atto solenne di dichiarazione d'indipendenza dell'America Settentrionale
L'atto solenne di dichiarazione d'indipendenza dell'America Settentrionale è il primo documento legale messicano dove si proclama la separazione della Nuova Spagna dalla madre patria Spagnola. Fu firmata il 6 novembre del 1813 dai deputati del Congresso di Chilpancingo, Messico convocato da José María Morelos.
L'Atto raccoglie alcuni dei principali atti politici contenuti nel Sentimenti della Nazione, documento ideato e scritto da Morelos.
Questo documento, segnala che, date le circostanze in Europa, (occupazione della Spagna da parte dell'esercito Napoleonico), l'America recuperava la sua sovranità.
Fu firmata da:
- Andrés Quintana Roo
- Ignacio López Rayón
- José Manuel de Herrera
- Carlos María Bustamante
- José Sixto Verduzco
- José María Liceaga
- Cornelio Ortíz de Zárate